# Concón
Concón este o oraș și comună din provincia Valparaíso, regiunea Valparaíso, Chile, cu o populație de 37.169 locuitori (2012) și o suprafață de 76 km2.